# Battle of the Heroes
Pistes de Star Wars, épisode III : La Revanche des Sith
Anakin's Dark Deeds
(10) Anakin vs. Obi-Wan
(12)
Battle of the Heroes est un thème musical récurrent de la deuxième trilogie Star Wars. Il est composé par John Williams et est enregistré par le London Symphony Orchestra et les London Voices.

## Genèse
Ce thème est créé à la demande du réalisateur George Lucas qui souhaite un pendant tragique à Duel of the Fates.

## Réception
Pour Morag Reavley de la BBC, Battle of the Heroes est le nouveau thème le plus significatif de l'album. Il le décrit comme un mélange « de cordes bourdonnant de stress, de cuivres hyperactifs et d'un chœur suicidaire ». Selon lui, Sony ne devrait pas hésiter à le sortir en single.